# Bernd Lueken

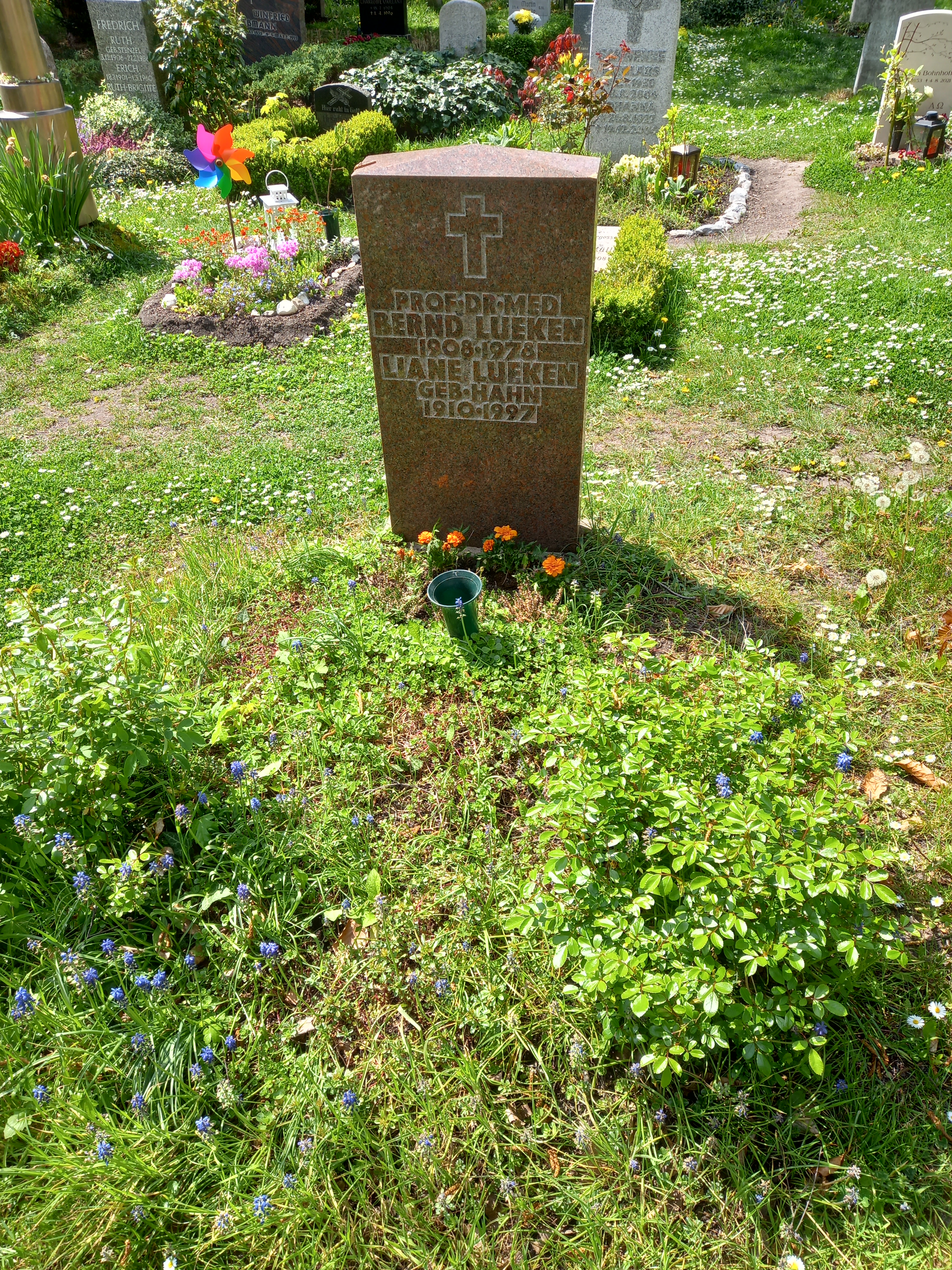
Das Grab von Bernd Lueken und seiner Ehefrau Liane geborene Hahn auf dem evangelischen Laurentiusfriedhof in Halle

Bernd Lueken (* 8. August 1908 in Rüstringen; † 10. September 1978 in Berlin) war ein deutscher Physiologe.

## Leben
Lueken wurde als Sohn des späteren Oberbürgermeisters von Kiel Emil Lueken geboren. Nach dem Schulbesuch in Wilhelmshaven und Kiel studierte er Medizin an den Universitäten München, Bonn, Wien und Kiel. 1932 legte er das Staatsexamen ab und promovierte 1934 mit einer Studie über die Harnsäureausscheidung des Frosches zum Dr. med. Im selben Jahr trat er eine Assistentenstelle bei Wilhelm Trendelenburg am Physiologischen Institut der Universität Berlin an. Dort untersuchte Lueken mit einer Arbeitsgruppe Probleme der Erregbarkeit der Herzmuskulatur, eigene Forschungen galten der Reflexphysiologie des Froschrückenmarks. 1938 habilitierte er sich mit der Studie »Reflektorische Funktionen einiger völlig abgetrennter Rückenmarksegmente« und wurde zum Dozenten der Universität Berlin ernannt. Jetzt wandte sich Lueken verstärkt der Untersuchung der Neurophysiologie des Atemzentrums zu. Auf Grund einer Missbildung der Füße leistete Lueken keinen Kriegsdienst, war aber als Luftschutzwart eingesetzt. Nach dem Tod Trendelenburgs wurde er kommissarischer Direktor des Instituts und im Januar 1945 zum außerplanmäßigen Professor ernannt. Nach der Wiedereröffnung der Berliner Universität erhielt er den Status als Professor mit Lehrauftrag. Im Mai 1946 nahm Lueken den Ruf auf den vakanten Lehrstuhl Emil Abderhaldens an der Universität Halle an. Im Mittelpunkt seiner Arbeiten stand die Regulation vegetativer Funktionen, speziell der Herztätigkeit (»Neorophysiologie der Herzregulation«, 1964). Zugleich baute er eine leistungsfähige Werkstatt auf, um den Bedarf an modernen Reiz- und Messgeräten selbst decken zu können. Nach der Emeritierung (1973) widmete sich Lueken vor allem wissenschaftstheoretischen Arbeiten.

## Ehrungen und Mitgliedschaften
1957 wurde Lueken zum Mitglied der Leopoldina gewählt, 1968 wurde er Obmann ihrer Sektion für Physiologie. Außerdem gehörte er der Sächsischen Akademie der Wissenschaften und der Akademie der Wissenschaften der DDR an. Ab 1966 war er Vizepräsident der Gesellschaft für experimentelle Medizin in der DDR. Die Deutsche Physiologische Gesellschaft wählte ihn zum Ehrenmitglied.
Lueken engagierte sich stark kirchlich. Er war langjähriges Mitglied des Gemeindekirchenrates von St. Bartholomäus und St. Paulus und der Kreissynode in Halle. Ab 1948 gehörte er der Evangelischen Forschungsakademie an und wirkte ab 1952 in ihrem Kuratorium. In der Evangelischen Studentengemeinde war er ein gern gesehener, oft vortragender Gast.
Wegen seiner vielfältigen philosophischen Interessen wurde Lueken in den – klassisch geisteswissenschaftlich orientierten – »Spiritus-Kreis« gewählt. Wie auch andere Professoren geriet er daher ins Visier des Staatssicherheitsdienstes.